# Радко Влайков
Радко Тодоров Влайков е български дипломат, занимавал се с научна и журналистическа дейност. От 2022 г. е посланик на България в Румъния.

## Биография
Радко Влайков е роден на 29 април 1956 г. в София, Народна република България. Той е правнук на политика и писател Тодор Влайков.
През 1981 г. завършва Университета за национално и световно стопанство в София и става магистър по „Международни отношения“ в първия випуск на тази специалност в България. От 1981 до 1991 г. се занимава с научна и журналистическа дейност.
През 2001 г. се жени за дъщерята на Муравей Радев – Йоанна, която за известно време е кореспондент за вестник „Демокрация“ в Пловдив. Имат 3 деца.

### Дипломатическа кариера
През 1991 г., след промените в България, постъпва като дипломат в МВнР. В периода август 1991 – март 1994 г. е съветник в посолството на Република България в Чехословакия, а след разделянето на страната в посолството в Прага (Чехия). В периода март 1994 – юли 2001 г. той е Говорител на МВнР. През същия период е и директор на дирекция „Информация“ и на дирекция „Информация и връзки с обществеността“ в МВнР.

#### Посланик в Сърбия
През октомври 2016 г. е назначен от второто правителство на Бойко Борисов за извънреден и пълномощен посланик на Република България в Белград. Като посланик работи активно по въпросите свързани с българското малцинство в Сърбия. През 2017 г. спомага за откриването на изложба в Инфо центърът на ЕС в Белград – „Босилеград преди и сега – Международен детски Великденски фестивал“, проведена за пръв път извън Босилеград, като изтъква ценностите по които Сърбия да върви към Европейския съюз. През април 2018 г. участва на 8–та Кръгла маса на тема „Представяне на проектозакон за изменения и допълнения на Закона за националните съвети на националните малцинства“.

## Външни препратка
- ((bg)) Биографична справка за посланика на България в Сърбия в официалния уебсайт на МВнР